# Feria
Feria é um município da Espanha na comarca de Zafra-Río Bodión, província de Badajoz, comunidade autónoma da Estremadura, de área 73,7 km². Em 2021 tinha 1 077 habitantes (densidade: 14,6 hab./km²).

## Demografia
| Variação demográfica do município entre 1991 e 2004 [carece de fontes?] | Variação demográfica do município entre 1991 e 2004 [carece de fontes?] | Variação demográfica do município entre 1991 e 2004 [carece de fontes?] | Variação demográfica do município entre 1991 e 2004 [carece de fontes?] |
| ----------------------------------------------------------------------- | ----------------------------------------------------------------------- | ----------------------------------------------------------------------- | ----------------------------------------------------------------------- |
| 1991                                                                    | 1996                                                                    | 2001                                                                    | 2004                                                                    |
| 1585                                                                    | 1412                                                                    | 1398                                                                    | 1400                                                                    |